# How to Talk to Girls at Parties
How to Talk to Girls at Parties ist ein britisch-US-amerikanischer Science-Fiction-Film von John Cameron Mitchell, der am 21. Mai 2017 im Rahmen der Filmfestspiele von Cannes seine Premiere feierte. Der Film basiert auf einer Geschichte von Neil Gaiman, in der Punk auf Science-Fiction trifft und der eine Liebesgeschichte erzählt. How to Talk to Girls at Parties kombiniert mehrere Filmgenres.

## Handlung
In Croydon, einem tristen Vorort von London, im Sommer 1977. Während im Land die Menschen das Thronjubiläum der Queen feiern, rebelliert die Jugend, und angefixt von den Sex Pistols will jeder Teenager im Land ein Punk sein. So auch Enn und seine Kumpels John und Vic, die zwar wilde Frisuren haben und die typische zerrissene Kleidung tragen, doch die Punk-Attitüde gelingt ihnen nur bedingt. Sie verbringen ihre Zeit gerne bei Boadicea, einer abgehalfterten Punk-Königin, die in ihrem angesagten Rock-Club Partys schmeißt, auf denen Enn, John und Vic Mädchen kennenlernen wollen, was ihnen aber nicht gelingt. Nach einer dieser Partys machen sie sich auf die Suche nach einer After-Party. 
Als sie zufälligerweise an einem Haus vorbeikommen, aus dem faszinierende Musik dringt, klingeln sie neugierig und werden von einer seltsamen Gruppe junger Frauen empfangen, die bunte Latexkleidung tragen und sich äußerst seltsam verhalten. Vor allem die hübsche und rätselhafte Zan hat es Enn angetan. Was er jedoch nicht weiß ist, dass die Mädchen nicht aus Amerika kommen, wie sie glauben und noch nicht einmal von der Erde, sondern von einem anderen Planeten in einer fernen Galaxie. Sie sind auf die Erde gekommen, um sich auf einen Übergangsritus vorzubereiten, und Zan hat die Erlaubnis erhalten, sich 48 Stunden in der Welt der Menschen aufzuhalten.

## Literarische Vorlage
Der Film basiert lose auf einer gleichnamigen Geschichte von Neil Gaiman aus dem Jahr 2006. Gaiman ist ein britischer Autor von Kurzgeschichten, Science-Fiction-Romanen, Comics und Graphic Novels, er hat aber auch Drehbücher für Filme und Fernsehserien geschrieben. Auf einem von Gaimans Romanen basiert die Fernsehserie American Gods. Inspiriert von einer der von ihm erdachten Figuren entstanden Fernsehserien wie Lucifer.

## Produktion

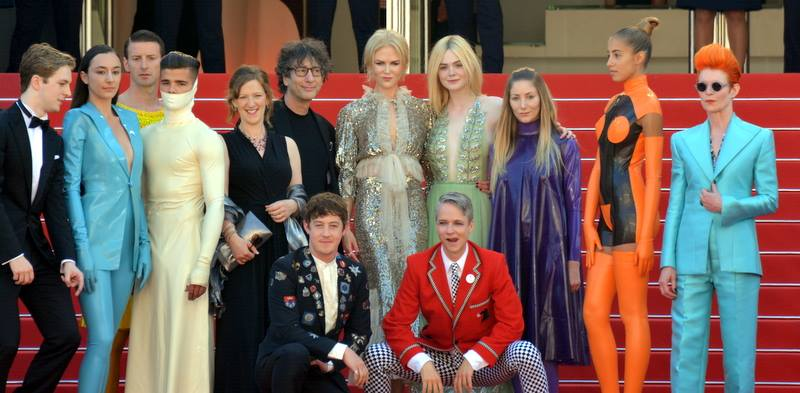
Cast und Crew bei den Filmfestspielen von Cannes im Mai 2017

Regie führte John Cameron Mitchell, der gemeinsam mit Philippa Goslett für den Film auch Gaimans Geschichte adaptierte. Sie nutzten diese allerdings nur als Sprungbrett für eine sehr lose zusammengefügte Handlung. Mitchell war im Jahr 2001 mit seinem ersten Film Hedwig and the Angry Inch zu einer Ikone des schwulen Kinos geworden.
Nicole Kidman spielt Queen Boadicea, und Elle Fanning übernahm die Rolle von Zan. Kidman hatte für ihre Rolle in Michells letztem Film, dem Filmdrama Rabbit Hole, im Jahr 2011 eine Oscar-Nominierung als beste Hauptdarstellerin erhalten. Enn und seine Freunde John und Vic werden von Alex Sharp, Ethan Lawrence und Abraham Lewis gespielt. Ruth Wilson spielt PT Stella, Tom Brooke PT Waldo und Joey Ansah PT Bob.
Die Dreharbeiten wurden am 9. November 2015 in Sheffield begonnen, das London als Kulisse diente. Die Filmmusik wurde von Nico Muhly und Jamie Stewart komponiert. Der Soundtrack zum Film umfasst 19 Musikstücke und soll im April 2018 von Sony Classical veröffentlicht werden.
Im Mai 2017 wurden drei Teaser veröffentlicht. Der Film feierte am 21. Mai 2017 im Rahmen der Filmfestspiele von Cannes Premiere. Ab 1. Juli 2017 wurde der Film im Rahmen des Filmfestivals Karlovy Vary und im Oktober 2017 beim London Film Festival gezeigt. Im März 2018 erfolgte eine Vorstellung beim Dublin Film Festival. Ein Kinostart in den USA erfolgte am 25. Mai 2018.

## Rezeption

### Auszeichnungen
Internationale Filmfestspiele von Cannes 2017
- Nominierung für die Queer Palm (John Cameron Mitchell)

National Film Awards UK 2018
- Nominierung als Beste Nebendarstellerin (Elarica Johnson)[10]

### Kritik
Das Lexikon des internationalen Films vergibt zwei von fünf möglichen Sternen und kommt zum Fazit: „Was eine schräge Coming-of-Age-Science-Fiction-Komödie über jugendliche Gefühlsverwirrungen sein möchte, will in der Umsetzung nicht recht funktionieren. Zu hölzern sind die Genre-Versatzstücke aneinandergereiht, während die zentralen Darstellerinnen fehlbesetzt sind.“